# 大咕咕咕雞
大咕咕咕雞（？—）是一名中國網路寫手，曾用筆名包括佛摟蜜、張大錘等，被其讀者稱為「嚴肅文學大師」、「特師」（即「特級大師」的簡稱）、「咕寶」等。

## 創作與風格
大咕咕咕雞最初在Hi!PDA、TGFC等數位論壇的灌水區發表短篇作品，其後曾在豆瓣網上開辦專欄，目前以新浪微博作為主要創作空間，多數時間發表極短的微型作品，也偶爾通過長微博、微博問答等功能發表短文。
他的作品以荒誕與陌生化見長，在新浪微博時期也具有隨機化的人身攻擊和地域攻擊特徵，其文字靈活運用方言、外語、外來語、自造詞等，含義常模棱兩可，通過反覆出現的「張大錘」「李大貓」「老王」「一個狗」等人物，保定、蘇北、東南亞等地區和「炸裂」「噴了」「大型」「mindfuck」「妹想到」（即「沒想到」）「好消息不斷」等特徵性詞彙，構建了被讀者戲稱為「嚴肅文學」的獨特體系以及圍繞其而形成的亞文化。他多被主流輿論歸類為網路寫手、網紅、「段子手」（即搞笑網路寫手）等，但也有評論者認為其作品中的錯位、反常規、意識流等特點具有真正意義上的文學價值，並將其風格與薩繆爾·貝克特、魯迅等作比較。

## 影響與爭議
大咕咕咕雞的獨特文風和自創詞彙在其讀者中影響顯著，促生了大量模仿其寫作風格的「錘粉」和「特師粉」，而包括「炸裂」「噴了」「感受一下」「藥丸」（即「要完」）等在內的詞彙和短語更受他影響而在中國大陸網路平台上開始流行。他的一些作品也在讀者圈子外被廣泛傳播（如2014年的小小說《黄浦江深夜致电某领导，黄浦江有话要讲！ 》）。
大咕咕咕雞創造或傳播的網路詞彙還包括被廣為使用的「小粉紅」「你國」等，其作品常被認為帶有顯著的反愛國主义與反「愛國者」傾向，在對中國共產黨與中國政治制度不滿的中國網民間有較廣泛的影響力，也曾因此被中國官方媒體《環球時報》在微博上點名。在開始使用微博之後，他多次與被其稱為「小粉紅」並多為年輕女性的親中國共产党网民因政治立場不同而發生罵戰，還一度因發布對方照片並提出有償刪除的行為而引發爭議。
此外，大咕咕咕雞有時會在微博上隨機、調侃式地攻擊公眾人物，導致部分被攻擊目標信以為真，並引發雙方及其粉絲間的激烈爭執，使通常只知名和活躍於追隨者圈子的大咕咕咕雞進入主流媒體視野。

## 身份
大咕咕咕雞僅以帶戲謔性的「月收入2300元的保定禿頂中年男子」的網路人格示人，從來沒有披露過自己的真實身份。他在微博上使用過的認證身份信息包括敘事詩人、外國樂器演奏員等。他曾以真實聲音出現在豆瓣閱讀的宣傳短片中，因而證實了其性別為男，不過他本人並未出現在鏡頭裡。2015年，有報道稱在新浪微博發表作品的大咕咕咕雞是一個段子手團隊下的簽約成員。讀者中也有傳言稱，目前經營該微博賬戶的用戶與最初的佛摟蜜或大咕咕咕雞並非同一人。

## 外部連結
- 大咕咕咕雞的新浪微博
- 大咕咕咕雞在豆瓣閱讀的專欄《人間動物園》
- 豆瓣網「人間動物園（页面存档备份，存于）」小組（大咕咕咕雞擁躉的常用交流平台）